# Kawanishi (miasto)
Kawanishi (jap. 川西市 Kawanishi-shi) – miasto w Japonii; w prefekturze Hyōgo. Przemysł spożywczy, włókienniczy.

## Miasta partnerskie
- Stany Zjednoczone: Bowling Green